# Tjerinda
Tjerinda (georgiska: ჭარინდა) är ett berg i Georgien. Det ligger i den nordvästra delen av landet, i regionen Megrelien-Övre Svanetien. Toppen på Gora Cherinda är 3 203 meter över havet.